# كلود بوربونيه
كلود بوربونيه هو سائق سيارة سباق ومهندس كندي، ولد في 24 يونيو 1965 في Île Perrot ‏ في كندا.